# Belgern-Schildau
Belgern-Schildau è una città tedesca, situata nel Land della Sassonia.
La città di Belgern-Schildau venne creata il 1º gennaio 2013 dalla fusione delle città di Belgern e di Schildau.